# Принстон (город, Миннесота)
Принстон (англ. Princeton) — город в округах Мил-Лакс, Шерберн, штат Миннесота, США. На площади 11,5 км² (11,5 км² — суша, водоёмов нет), согласно переписи 2002 года, проживают 3933 человека. Плотность населения составляет 342,7 чел./км².
- Телефонный код города — 763
- Почтовый индекс — 55371
- FIPS-код города — 27-52522[1]
- GNIS-идентификатор — 0649738[2]